# Supernature (album de Cerrone)
Pour les articles homonymes, voir Supernature.
Albums de Cerrone
Cerrone's Paradise (Cerrone II)
(1977) Cerrone IV: The Golden Touch
(1978)
Singles
1. Supernature
Sortie : Décembre 1977
2. Give Me Love
Sortie : Juin 1978

Supernature est le troisième album de Cerrone, il s'agit de son album le plus célèbre dans le monde, sorti en disque microsillon et en cassette en septembre 1977. Il est publié en France par le label Malligator Records. L'album est également connu sous le nom de Cerrone 3, car Cerrone avait pour habitude d'étiqueter ses disques par un numéro mentionné après son nom et correspondant à l'ordre chronologique de production dans la discographie de l'artiste. Supernature est plus tard également sorti en format CD en Europe et aux États-Unis.

## Liste des pistes
Face I
1. Supernature — 10 min 20 s (9' 40")
2. Sweet Drums — 3 min 30 s (2'40")
3. In The Smoke — 4 min 40 s (5'35")

Face II
1. Give Me Love — 6 min 10 s (7'42")
2. Love Is Here — 5 min 20 s (2'20")
3. Love Is The Answer — 6 min (5'52")

Note : Sur chaque face les morceaux s'enchaînent sans interruption. Les durées sont celles indiquées sur l'édition vinyle (entre parenthèses les durées réelles).
La première face, entièrement électronique à l'exception de la batterie, contraste avec la seconde, qui est comme sur les précédents albums de Cerrone d'une orchestration disco plus classique.
Tous les titres sont composés par Alain Wisniak et Marc Cerrone, à l'exception de Sweet Drums, mis au crédit de Cerrone uniquement.
De cet album sont sortis deux 45 tours : Supernature et Give Me Love. Les deux titres sont également présents dans l'album de compilation de Cerrone des plus grands succès Culture.
Supernature est l'un des morceaux les plus connus de Cerrone. Il a notamment été remixé en 1996 par Danny Tenaglia dans son son Twilo progressif profond traditionnel. Par ailleurs le morceau Love is the Answer a aussi été repris par Liquid People, et figure dans Africanism volume 1.1 Africanism All Stars (Yellow Productions).

## Pochette
La photo de couverture de l'album, identique de celle du single éponyme, est réalisée par le photographe Patrick Perroquin avec qui Cerrone a déjà collaboré pour la pochette de Paradise, son second album. Perroquin est choisi car il comprend bien l'univers artistique du musicien français. Cerrone, inspiré par les photos des albums des Pink Floyd qui selon lui sont le point de départ d'une histoire, souhaite créer le même genre d'atmosphère avec la pochette de Supernature.
Cette photo prend pour cadre un bloc opératoire de la clinique de Choisy-le-Roi et arbore un visuel froid et apocalyptique, à rebours des précédentes pochettes qui étaient bien plus légères. Elle montre Cerrone portant une chemise noire ouverte sur sa chaîne en or et un pantalon en pattes d'éléphant ; son regard est grave, presque fou. En arrière-plan se trouvent trois créatures mi-hommes mi-bêtes, couchées à ses pieds. Cerrone se tient assis sur une table d'opération — celle où est né Jérémy, son fils aîné — où gît un cadavre écorché.
La photo intérieure de la pochette de l'album montre Cerrone, entouré des mêmes créatures, posant au milieu d'un jardin rappelant l'Éden, en contraste avec la photo de couverture, cherchant à renouer avec les débuts de l'humanité.

## Classements et certifications
| Classement (1978)             | Meilleure place |
| ----------------------------- | --------------- |
| Autriche (Ö3 Austria Top 40)  | 13              |
| Canada (RPM Dance)            | 1               |
| États-Unis (Billboard 200)    | 129             |
| États-Unis (Top R&B Albums)   | 56              |
| Italie (Musica e Dischi)      | 8               |
| Royaume-Uni (UK Albums Chart) | 60              |